# Heteropternis cheesmanae
Heteropternis cheesmanae är en insektsart som beskrevs av Boris Petrovich Uvarov 1935. Heteropternis cheesmanae ingår i släktet Heteropternis och familjen gräshoppor. Inga underarter finns listade i Catalogue of Life.